# Droga I/29 (Czechy)
Droga krajowa 29 (cz. Silnice I/29) – droga krajowa w południowych Czechach łącząca miasto Písek z Taborem (za pośrednictwem drogi krajowej nr 19).